# Три-Хаммок
Три-Хаммок (англ. Three Hummock Island — «остров трёх холмов») — остров у западной части северного побережья острова Тасмания (Австралия), входит в состав штата Тасмания. Площадь острова 70 км².

## География

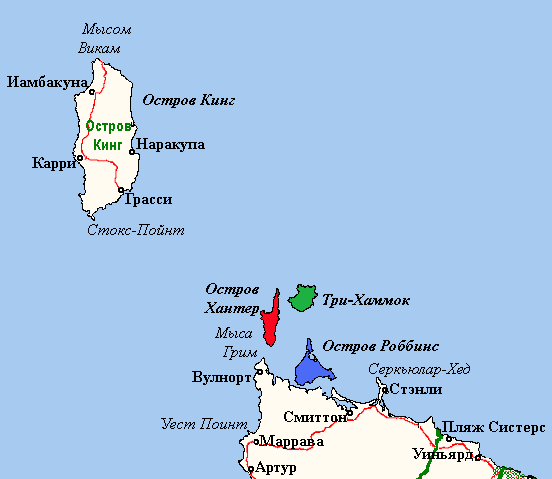
Острова на северо-западе Тасмании (остров Три-Хаммок выделен зелёным цветом)

Три-Хаммок находится у северо-западного побережья Тасмании. Он принадлежит к так называемой «группе островов Хантер» (Hunter Island Group), к которой, помимо острова Хантер (Hunter Island) и самого́ Три-Хаммок, также причисляют острова Роббинс (Robbins Island), Стип (Steep Island), Бёрд (Bird Island), Стэк (Stack Island), Нэрс-Рокс (Nares Rocks) и другие.
Высшая точка острова — холм Саут-Хаммок (South Hammock — «южный холм») высотой 237 м. На английской карте 1826 года этот холм был обозначен как гора Шугар-Лоф (Sugar Loaf Mt. — «сахарная голова»), и было написано, что он виден с расстояния 8 льё (англ. visibility 8 leagues — примерно 44,5 км).

## История
Тасманийские аборигены в течение многих веков использовали территорию острова для летней охоты, переплывая через пятикилометровый пролив с соседнего острова Хантер.
Остров Три-Хаммок получил своё нынешнее имя в 1798 году. Он был назван Мэтью Флиндерсом и Джорджем Бассом, которые были первыми европейцами, открывшими этот остров. В 1852 году на остров Три-Хаммок высаживался Джузеппе Гарибальди.
В 1978 году бо́льшая часть острова была объявлена природным заказником (резерватом).

## Фауна
На острове было зарегистрировано более 90 различных видов птиц. На небольших озёрах можно видеть уток, чёрных лебедей и орлов. У побережья можно наблюдать буревестников и малых пингвинов.

## Транспорт
До острова Три-Хаммок можно добраться чартерными авиарейсами из аэропорта Лилидейл рядом с Мельбурном, а также из аэропорта Берни—Винъярд на северном побережье Тасмании. Из города Стэнли, расположенного в западной части северного побережья Тасмании, можно добраться на вертолёте, а из соседнего города Смиттон — на корабле.